# Яковлево (Вачский район)
Я́ковлево — деревня в Вачском районе Нижегородской области. Входит в состав Новосельского сельсовета.

## История
Деревня впервые упоминается в окладных книгах 1676 года в составе Мещерского прихода, в ней было 8 дворов крестьянских и 2 бобыльских.
В конце XIX — начале XX века деревня входила в состав Новосельской волости Муромского уезда Владимирской губернии. В 1859 году в деревне числилось 24 дворов, в 1905 году — 42 дворов, в 1926 году — 56 дворов.
С 1929 года деревня входила в состав Беляйковского сельсовета Вачского района Горьковского края, с 1936 года — в составе Горьковской области, с 1954 года — в составе Новосельского сельсовета.

## Население
| 1859 | 1905 | 1926 | 1999 | 2002 | 2010 |
| ---- | ---- | ---- | ---- | ---- | ---- |
| 165  | ↗202 | ↗283 | ↘26  | ↘16  | ↘9   |